# Banque de Montréal
Pour les articles homonymes, voir BMO.

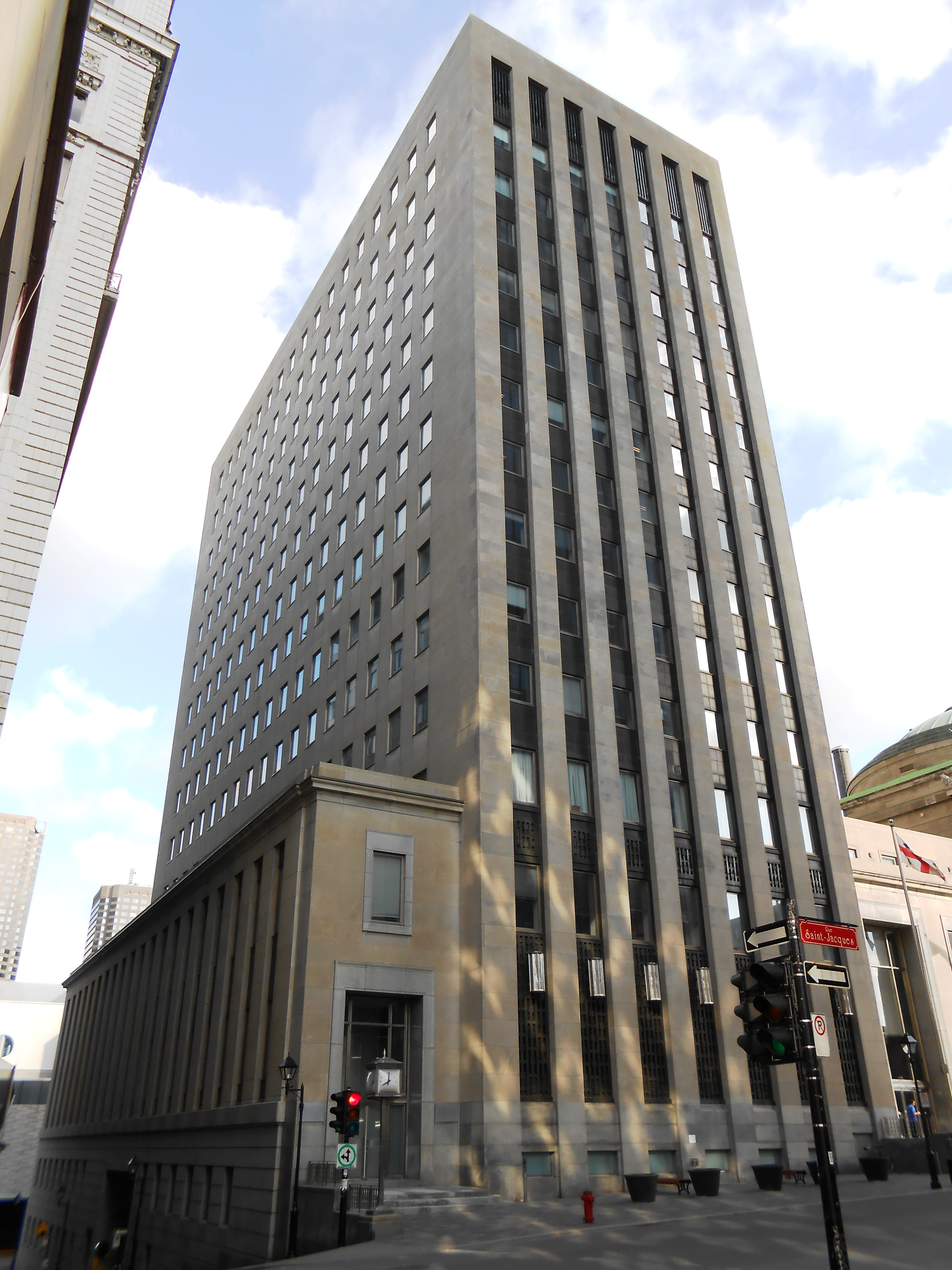
Édifice du siège social de la Banque de Montreal, 129-155, rue Saint-Jacques

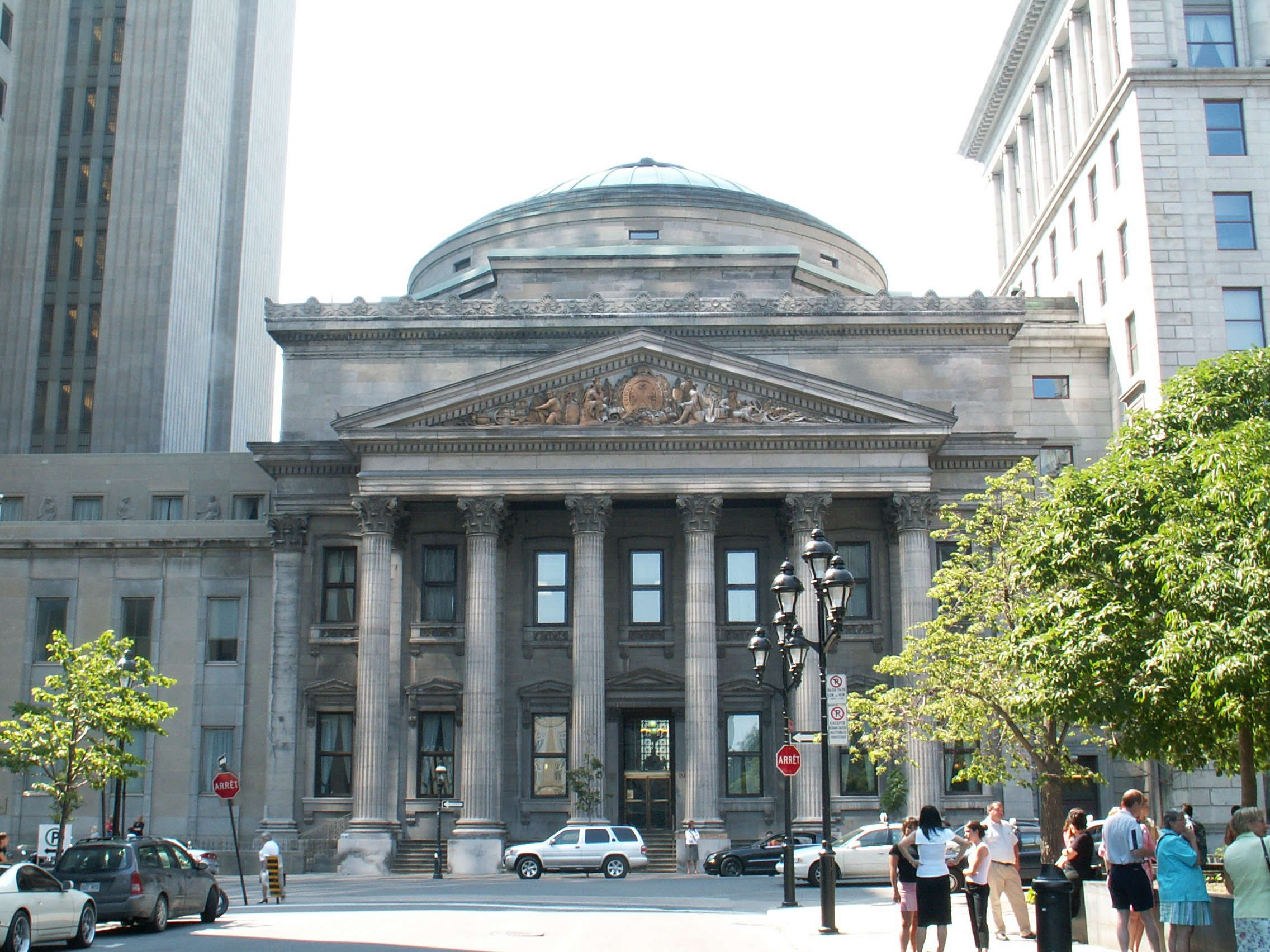
Édifice Banque de Montréal
en face de la Place d'Armes à Montréal.

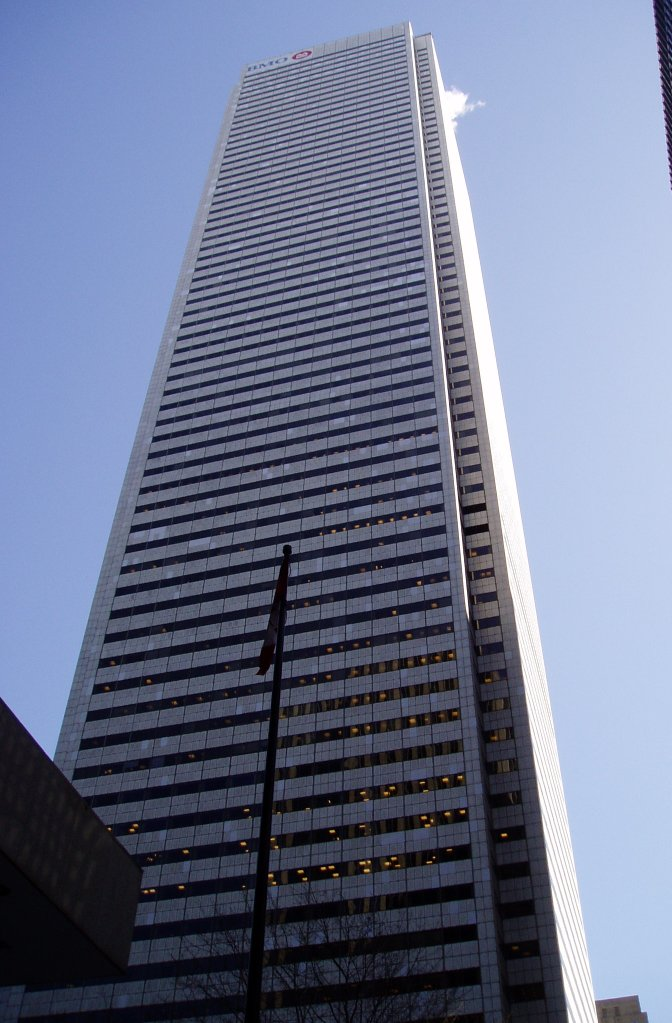
First Canadian Place, à Toronto

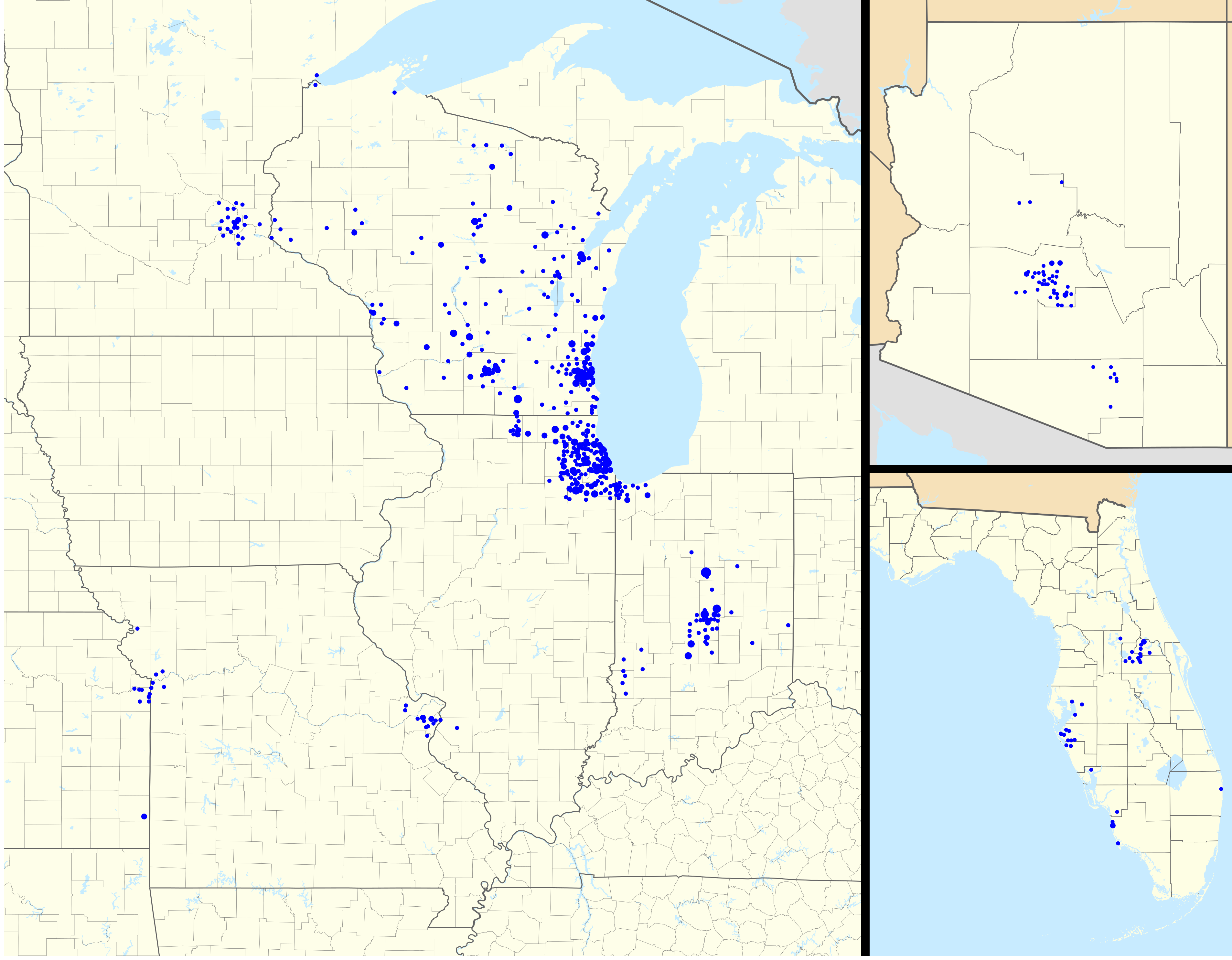
Carte des implantations de la banque de Montréal aux États-Unis en 2012.

La Banque de Montréal (BMO) (TSX : BMO; NYSE : BMO), dont la marque est BMO Groupe financier en français, est une institution financière fondée en 1817. Elle est la plus ancienne banque à charte canadienne et fait partie du club des Big Five,. La banque exploite 1 100 succursales à travers le Canada.

## Histoire
La première succursale a ouvert ses portes le 3 novembre 1817 sur la rue Saint-Paul à Montréal. Elle fusionne successivement avec Commercial Bank of Canada en 1868, Exchange Bank of Yarmouth en 1903, avec People's Bank of Halifax en 1905, avec People's Bank of New Brunswick en 1907, Bank of British North America en 1918, avec Merchants Bank of Canada en 1922 et avec Banque Molson en 1925. Elle a servi de banque centrale au Canada jusqu'à la fondation de la Banque du Canada en 1935. Elle a pris part au financement du Chemin de fer transcontinental canadien dans les années 1880. L'actuelle succursale principale de la rue Saint-Jacques a été construite en 1847.
En 1984, Banque de Montréal acquiert Harris Bankcorp, sa première acquisition aux États-Unis, qui lui servira de marque dans le pays pendant près de 20 ans.
En janvier 1998, Banque de Montréal annonce son intention de fusionner avec la Banque royale du Canada. Mais le ministre de la finance canadien Paul Martin s'oppose à cette fusion et dans le même temps il s'oppose à la fusion de Banque Toronto-Dominion avec Banque canadienne impériale de commerce annoncé en avril 1998.
En 2010, Harris Bank acquiert Marshall & Ilsley, une banque américaine présent dans le Wisconsin avec 375 agences, pour 4,1 milliards de dollars. À la suite de cette acquisition, Harris Bank, qui possède alors 320 agences et Marshall & Ilsley sont renommés BMO Harris Bank,,,.
Le 28 janvier 2014, BMO annonce l'acquisition de F&C Asset Management, une entreprise britannique de gestion d'actifs, pour 1,2 milliard de dollars.
Le 20 décembre 2021, BNP Paribas annonce la vente de la Bank of the West à la Banque de Montréal, pour un montant de 16,3 milliards de dollars,.

## Principaux actionnaires
Au 16 février 2020:
| IA Clarington Investments         | 13,4% |
| Royal Bank of Canada              | 8,33% |
| BMO Asset Management              | 2,80% |
| The Vanguard Group                | 2,78% |
| BlackRock Asset Management Canada | 2,14% |
| RBC Dominion Securities           | 2,12% |
| 1832 Asset Management             | 1,75% |
| TD Asset Management               | 1,73% |
| I. G. Investment Management       | 1,66% |
| CIBC World Markets                | 1,54% |

## Direction

### Fondateurs
La Banque de Montréal a été fondée par un groupe de neuf commerçants :
- John Richardson (vers 1754 - 1831)
- Horatio Gates (1777 - 1834)
- George Moffat (1787 - 1865)
- Robert Armour (1781 - 1857)
- George Garden (vers 1772 - 1828)
- Thomas A. Turner (1775? - 1834)
- James Leslie (1786 - 1873)
- John C. Bush (? - 1859)
- Augustin Cuvillier (1779 - 1849)

### Quelques présidents
- John Gray (1817 - 1820)
- Horatio Gates (1832 - 1834)
- Edward Seaborne Clouston (1891 - 1905)
- George Alexander Drummond (1905-1910)
- Richard B. Angus (1910 - 1913)
- H. Vincent Meredith (1913 - 1927)
- William D. Mulholland (1974 - 1987)
- Matthew W. Barrett (1987 - 1990)
- F. Anthony Comper (1990-2007)
- Bill Downe (depuis le 1er mars 2007)

## Siège social
Bien que le siège social soit encore sur la rue Saint-Jacques à Montréal, la plupart des activités de direction de la banque sont, depuis 1977, basées à Toronto, à la First Canadian Place, plus haut immeuble commercial au Canada. Les raisons citées ont parfois trait au nationalisme québécois, étant donné la première victoire du PQ en 1976 et la Charte de la langue française (loi 101) en 1977.[réf. nécessaire]
Il ne faut pas confondre cette banque avec les autres institutions financières dont le siège social se situe réellement au Québec : Desjardins, Banque nationale du Canada et Banque Laurentienne.

## BMO pour Elles
Depuis 2012, BMO fait la promotion des femmes au sein de son entreprise. À partir d'indices et de statistiques sur l'organisation, les politiques relatives aux employés, les offres de produits qui tiennent compte de la sexospécificité et le soutien et l'engagement de la communauté externe, l'entreprise a reçu plusieurs prix dont un prix Catalyst 2017 pour ses efforts exceptionnels dans le secteur bancaire pour accélérer la diversité et l'inclusion dans le milieu de travail, et pour son solide engagement envers l'égalité des sexes. BMO est l'une des neuf seules organisations dans le monde à remporter le prix à deux reprises.

## Controverse
En novembre 2017, la Banque de Montréal est citée dans l'affaire des Paradise Papers. D'après le Consortium International des Journalistes d'Investigation, de hauts dirigeants de la banque ont modifié des règles de gouvernance pour pouvoir conserver une filiale aux Bermudes en 2013,.